# Eochocán mac Áedo
Eochocán mac Áedo (mort en 883) est un roi d'Ulaid du Dál Fiatach dans l'actuel Ulster en Irlande du Nord. Il est le petit-fils de Eochaid mac Fiachnai (mort en 810), un précédent souverain d'Ulaid. Il règne de 882 à 883,.
Son père Áed mac Eochada est tué en 839 après avoir organisé le meurtre de son propre frère Muiredach mac Eochada. En 882, il succède à son frère Ainbíth mac Áedo comme « leth-rí », c'est-à-dire « demi-roi » ou corégent d'Ulaid, conjointement avec son autre frère, Airemón mac Áedo (mort en 886). Cependant, dès l'année suivante en 883, Eochocán est tué par ses neveux, les fils de Ainbíth. 
Eochocán avait épousé Inderb ingen Máel Dúin du Cenél nEógain, une fille de Máel Dúin mac Áeda, roi d' Ailech (mort en 867). Ses fils Muiredach mac Eochocáin (mort en 896) et Áed mac Eochocáin (mort en 919) seront également rois d'Ulaid.

## Sources
- Annales d'Ulster sur  sur University College Cork
- (en) Francis John Byrne (2001), Irish Kings and High-Kings, Dublin: Four Courts Press,  (ISBN 978-1-85182-196-9)